# Saljut 5
La Saljut 5 (in russo:Салют-5, tradotto Salute 5) è stata la quinta stazione spaziale del programma sovietico denominato programma Saljut e la terza stazione militare Almaz.

## Riassunto missione
Venne lanciata il 22 giugno 1976 con un razzo Proton e rientrò nell'atmosfera l'8 agosto 1977 distruggendosi.
A bordo si realizzarono molti test scientifici e alcune osservazioni di carattere militare.

## Equipaggi
| Missione | Equipaggio                             | Data di lancio                | Volo di andata | Data di rientro                | Volo di rientro | Durata | Note |
| -------- | -------------------------------------- | ----------------------------- | -------------- | ------------------------------ | --------------- | ------ | --- |
| Soyuz 21 | Boris Volynov, Vitalij Žolobov         | 6 giugno, 1976 12:08:45 UTC   | Soyuz 21       | 24 agosto, 1976 18:32:17 UTC   | Soyuz 21        | 49.27  | Lanciato da Bajkonur; atterrato a 200 km a sud ovest di Kokchetav. Durante la permanenza in orbita l'equipaggio si è occupato di numerosi esperimenti militari, osservazione di un acquario con pesci in ambiente di microgravità, osservazioni del sole, conferenze televisive. Il rientro fu anticipato a causa di un sospetto di contaminazione dell'atmosfera a bordo della stazione. Žolobov ha sofferto di malessere spaziale e entrambi di disturbi psicologici. Al momento dell'atterraggio gli astronauti furono trovati in cattive condizioni psicologiche e mentali. |
| Soyuz 23 | Vjačeslav Zudov Valerij Roždestvenskij | 14 ottobre, 1976 18:51:08 UTC | Soyuz 23       | 16 ottobre, 1976 12:21:36 UTC  | Soyuz 23        | 15.73  | Lanciato da Bajkonur; Aggancio con la Saljut 5 fallito. |
| Soyuz 24 | Viktor Gorbatko, Jurij Glazkov         | 7 febbraio, 1977 16:11:00 UTC | Soyuz 24       | 25 febbraio, 1977 09:38:00 UTC | Soyuz 24        | 17.73  | Lanciato da Baikonur; atterrato a 36 km a nordovest di Arkalyk. Agganciato alla Salyut 5 il secondo giorno di volo. Riparazioni sulla stazione e cambio dell'aria. Esperimenti scientifici sul sole. |